# Мурфілд (Небраска)
Мурфілд (англ. Moorefield) — селище (англ. village) в США, в окрузі Фронтьєр штату Небраска. Населення — 27 осіб (2020).

## Географія
Мурфілд розташований за координатами 40°41′24″ пн. ш. 100°24′1″ зх. д. / 40.69000° пн. ш. 100.40028° зх. д. (40.689917, -100.400327).  За даними Бюро перепису населення США в 2010 році селище мало площу 0,43 км², уся площа — суходіл.

## Демографія
Згідно з переписом 2010 року, у селищі мешкали 32 особи в 16 домогосподарствах у складі 10 родин. Густота населення становила 74 особи/км².  Було 24 помешкання (55/км²).
Расовий склад населення:
| - 100,0 % — білих |

До двох чи більше рас належало 0,0 %. Частка іспаномовних становила 0,0 % від усіх жителів.
За віковим діапазоном населення розподілялося таким чином: 3,1 % — особи молодші 18 років, 90,6 % — особи у віці 18—64 років, 6,3 % — особи у віці 65 років та старші. Медіана віку мешканця становила 50,0 року. На 100 осіб жіночої статі у селищі припадало 146,2 чоловіків;  на 100 жінок у віці від 18 років та старших — 138,5 чоловіків також старших 18 років.
Цивільне працевлаштоване населення становило 17 осіб. Основні галузі зайнятості: сільське господарство, лісництво, риболовля — 41,2 %, освіта, охорона здоров'я та соціальна допомога — 23,5 %, будівництво — 17,6 %, публічна адміністрація — 11,8 %.